# Hodovîci, Strîi
Hodovîci (în ucraineană Ходовичі) este localitatea de reședință a comunei Hodovîci din raionul Strîi, regiunea Liov, Ucraina.

## Demografie
Componența lingvistică a localității Hodovîci
     Ucraineană (99,78%)
     Alte limbi (0,22%)
Conform recensământului din 2001, majoritatea populației localității Hodovîci era vorbitoare de ucraineană (99,78%), existând în minoritate și vorbitori de alte limbi.